# قرار مجلس الأمن التابع للأمم المتحدة رقم 950
قرار مجلس الأمن التابع للأمم المتحدة رقم 950، المتخذ بالإجماع في 21 تشرين الأول / أكتوبر 1994، بعد إعادة التأكيد على القرارات 813 (1993)، 856 (1993)، 866 (1993) و911 (1994)، أشار المجلس إلى تدهور الحالة في ليبريا ومدد ولاية بعثة مراقبي الأمم المتحدة في ليبيريا حتى 13 يناير 1995.
بدأ المجلس بالإشادة بالمجموعة الاقتصادية لدول غرب إفريقيا ورئيسها، رئيس غانا جيري رولينغز، على دورهما في ليبيريا. وتم التأكيد على أهمية تعزيز سلطة الحكومة الانتقالية الوطنية الليبيرية، وأثني على الدول التي ساهمت في مجموعة المراقبة التابعة للجماعة الاقتصادية لدول غرب إفريقيا. تم الإشادة بمجموعة المراقبة نفسها لمنعها محاولة انقلاب ضد الحكومة الانتقالية الوطنية الليبيرية في العاصمة مونروفيا. وأعرب عن القلق إزاء انهيار وقف إطلاق النار وأثر تدهور الحالة الأمنية بسبب تصاعد مستوى الحرب على السكان المدنيين في ليبريا.
اعتزام الأمين العام بطرس بطرس غالي إرسال بعثة رفيعة المستوى للتشاور مع الدول الأعضاء في المجموعة الاقتصادية لدول غرب أفريقيا حول دور المجتمع الدولي في ليبيريا. وأقر المجلس بأنه بعد تمديد ولاية بعثة مراقبي الأمم المتحدة في ليبريا، كان تقليصها ضرورياً بسبب الوضع السائد على الأرض. وتعتمد الزيادة على تحسن الظروف وعلى تقرير آخر من الأمين العام.
ودعيت جميع الفصائل في ليبريا إلى وقف الأعمال العدائية والموافقة على جدول زمني لفض اشتباك القوات ونزع السلاح والتسريح. وفي غضون ذلك، تمت دعوة الحكومة الانتقالية الوطنية الليبيرية والسكان إلى السعي لتحقيق المصالحة الوطنية والتعاون مع رئيس الجماعة الاقتصادية لدول غرب أفريقيا ومع الممثل الخاص للأمين العام. صدرت تعليمات لجميع الدول بالالتزام الصارم بحظر الأسلحة العام والكامل المفروض على ليبيريا، وفقًا للقرار 788 (1992) بموجب الفصل السابع من ميثاق الأمم المتحدة.
وأدان القرار القتل الواسع النطاق للمدنيين وانتهاكات القانون الإنساني الدولي واحتجاز وإساءة معاملة مراقبي البعثة وجنود فريق المراقبين العسكريين التابعين للجماعة الاقتصادية لدول غرب أفريقيا وموظفي الإغاثة الإنسانية وغيرهم من الموظفين. وطالب جميع الفصائل في ليبريا باحترام وضع أفراد فريق المراقبين العسكريين التابع للجماعة الاقتصادية لدول غرب أفريقيا وبعثة مراقبي الأمم المتحدة في ليبريا، والامتناع عن التخويف أو أعمال العنف تجاههم وإعادة جميع المعدات التي تم الاستيلاء عليها.
وحث الدول الأعضاء على المساهمة في عملية السلام في ليبريا وأثنت على الدول التي قدمت مساعدات إنسانية للبلد. وأخيراً، طلب من الأمين العام تقديم تقرير إلى المجلس قبل نهاية الولاية الحالية للبعثة بشأن التطورات في ليبريا والحالة على الأرض.

## روابط خارجية
- نص القرار في undocs.org